# Petersbach (Schirgiswalde-Kirschau)

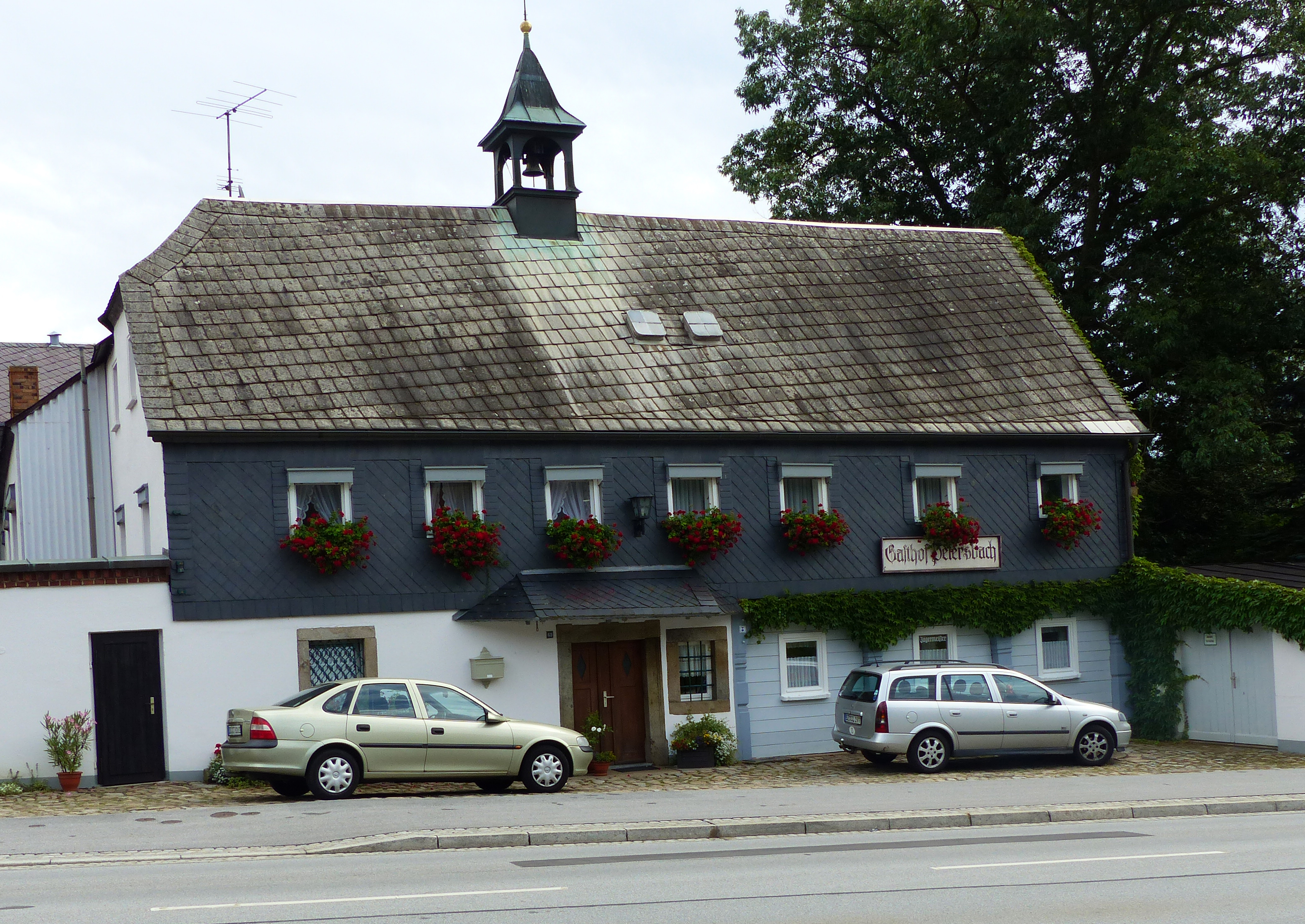
Ehemalige Böhmische Schenke

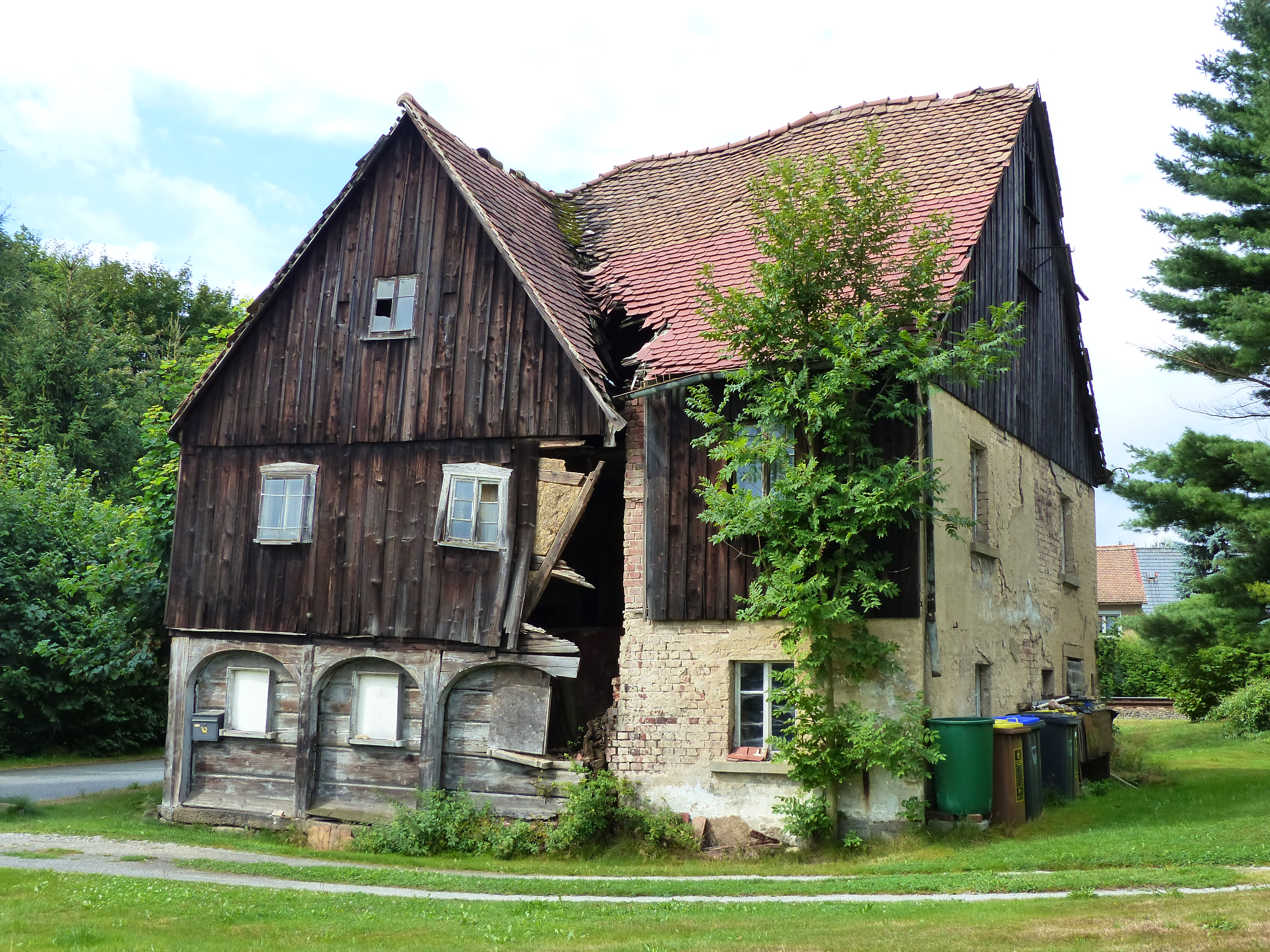
Ruine des Umgebindehauses Petersbach Nr. 2

Petersbach (obersorbisch Pětrownja) ist ein Gemeindeteil des Stadtteils Schirgiswalde der Stadt Schirgiswalde-Kirschau im Landkreis Bautzen im Südosten des Freistaates Sachsen.

## Geographie

### Lage
Petersbach erstreckt sich auf dem nördlichen Hochufer des Kaltbaches bzw. Scheidenbaches kurz vor dessen Mündung in die Spree. Im Südwesten mündet das Tännichtwasser in den Kaltbach, 500 m südöstlich liegt der Stausee Sohland. Nordwestlich erhebt sich der Hohberg (426 m), im Nordosten der Mälzerberg (413 m) und die Kälbersteine (487 m) sowie südöstlich der Frühlingsberg (352 m).
Der Ort wird von der Bahnstrecke Oberoderwitz–Wilthen und Staatsstraße 116 zwischen Sohland an der Spree und Schirgiswalde durchschnitten.

### Nachbarorte
| Weifa, Neuschirgiswalde | Schirgiswalde, Kieferberg                   |                 |
| Steinigtwolmsdorf       | Kompassrose, die auf Nachbargemeinden zeigt | Ellersdorf      |
| Wehrsdorf               | Neuscheidenbach                             | Altscheidenbach |

### Straßen
Der Ortsteil besteht aus den Straßen Petersbach und Sohlander Straße.

## Geschichte
Nachdem das Bautzener Domstift im Jahre 1703 zum Besitzer beider Höfe in der böhmischen Exklave Schirgiswalde geworden war, machte es den Oberhof zum neuen Herrschaftssitz. Ab 1730 ließ das Stift die Fluren des Niederhofes parzellieren und behielt nur den Wald für sich. 1738 entstand auf den Fluren eines zum Niederhof gehörigen Vorwerks entlang des Kaltbaches, der die südliche Exklavengrenze bildete, auf 21 ha eine Siedlung mit 14 Kleinbauernstellen. Benannt wurde das Dorf nach dem Titularheiligen des Stifts, Petrus. An der Straße, die die Exklave über die zur Oberlausitz gehörige Streusiedlung Sohland mit dem böhmischen Binnenland verband, stand mit der Böhmischen Schenke ein vielbesuchtes Rasthaus.
Nachdem das Kaisertum Österreich 1809 im Frieden von Schönbrunn seinen Verzicht auf die böhmischen Enklaven im Königreich Sachsen erklärt hatte, zögerte aber die Übergabe der Stadt Schirgiswalde mit den zugehörigen Dörfern Neuschirgiswalde und Petersbach an Sachsen noch lange hinaus. Zwischen 1836 und 1839 ließ der Schirgiswalder Rat nördlich von Petersbach zwischen der nach Böhmen führenden Chaussee und der Spree die Waldarbeitersiedlung Kapellenberg (heute Kieferberg) anlegen. Während der 36-jährigen Phase eines unabhängigen Stadtstaates blühte die Pascherei auf; in der Enklave fanden Räuber, politische Flüchtlinge und Deserteure Unterschlupf. Diese und weitere Missstände führten dazu, dass am 1. Juli 1845 die Übergabeverhandlungen aufgenommen und die Enklave schon am 4. Juli 1845 an Sachsen überging. Im Jahre 1851 löste sich Petersbach von Schirgiswalde los und bildete eine eigene Gemeinde. Zwischen 1875 und 1877 wurde die Bahnstrecke Sohland–Wilthen hergestellt, die auf einer 40 m langen Brücke das Kaltbachtal überquert und Petersbach westlich der Böhmischen Schenke durchschnitt. 1933 wurde Petersbach wieder nach Schirgiswalde eingemeindet. Seit dem 1. Januar 2011 gehört Petersbach zur Stadt Schirgiswalde-Kirschau.

## Einwohnerentwicklung
| Jahr | Einwohner  |
| ---- | ---------- |
| 1785 | 11 Häusler |
| 1834 | 82         |
| 1871 | 84         |
| 1890 | 85         |
| 1910 | 118        |
| 1925 | 104        |

## Verwaltungszugehörigkeit
- 1777: Leitmeritzer Kreis, 1809: Staatenlos, 1845: Landgerichtsbezirk Bautzen, 1856: Gerichtsamt Schirgiswalde, 1875: Amtshauptmannschaft Bautzen, 1952: Kreis Bautzen, 1994: Landkreis Bautzen, 1. August 2008: Landkreis Bautzen

## Ortsbild
Die sich linksseitig über dem Kaltbach bis zur Spree erstreckende Häuslerzeile wird heute von der Eisenbahn und Staatsstraße durchschnitten. In Petersbach sind mehrere Umgebindehäuser erhalten.
Das bekannteste ist der Gasthof Petersbach, die ehemalige „Böhmische Schenke“. Das 1828 neu errichtete Gebäude trägt in seiner Schlusssteinplatte nach seinem damaligen Besitzer Bernhard Mildner die Initialen B.M. Auf dem Haus mit Tragesäulen um die Holzstube und verschieferten Obergeschoss befindet sich ein Dachreiter als Glockentürmchen.
Das Haus Sohlander Straße Nr. 71 weist Säulen mit einer von den Oberlausitzer Zimmerleuten „Sonntag“ genannten Tropfenkante auf. Die Obergeschossverschalung wurde mit Bogenfriesen verziert.
Das zwischen der Petersbacher Dorfstraße und der Bahnecke befindliche Haus Petersbach Nr. 2 ist ein Bau mit einfachem Umgebinde, verschaltem Obergeschoss mit hölzerner Galerie und einem Ziegeldach mit Hecht. Es steht heute vor dem Einsturz.